# Огэрару, Георге
Георге Огэрару (рум. George Ogăraru; родился 3 февраля 1980 года, Бухарест, Румыния) — румынский футболист, завершивший игровую карьеру, выступал на позиции защитника. Экс-игрок национальной сборной Румынии, ныне тренер. Большую часть игровой карьеры провёл в «Стяуа», с которым дважды выигрывал чемпионат Румынии и становился обладателем суперкубка страны. С 2006 года выступал за «Аякс», в составе которого завоевал два кубка и Суперкубка Нидерландов. Завершил карьеру в швейцарском «Сьоне» в 2012 году.

## Клубная карьера
Георге Огэрару является воспитанником футбольного клуба «Стяуа». Огэрару один из немногих, кому удалось стать игроком основной команды перейдя из юношеской команды этого клуба. Дебютировал Георге за «Стяуа» в чемпионате Румынии в возрасте 19 лет, 28 ноября 1998 года в матче против «Олимпии», который завершился победой «Стяуа» со счётом 3:0. В свои первые два сезона за «Стяуа» Огэрару был запасным игроком и мало попадал в основной состав, проведя всего 12 матчей. Спустя два года после дебюта, Георге в сезоне 2000/01 был отдан в аренду в клуб «Решица», который выступал во втором румынском дивизионе. В «Решице» Георге много получал игрового времени, отыграв за сезон 25 матчей и забив один гол.
Вернувшись в «Стяуа» Огэрару вновь был отдан в аренду, но на этот раз клуб «Оцелул» из города Галаца. В «Оцелуле» в сезоне 2001/02 Георге отыграл 20 матчей и забил один мяч, а его команда заняла по итогам сезона пятое место в чемпионате. После окончания аренды Огэрару вернулся в «Стяуа». В 2002 году на пост генерального директора «Стяуа» пришёл бывший президент «Оцелула», в котором ранее на правах аренды выступал Огэрару. Именно благодаря новому гендиректору, Михаю Стойке, Георге стал игроком основного состава. В сезоне 2002/03 Огэрару провёл за «Стяуа» 23 матча, став вице-чемпионом Румынии. В следующем сезоне 2003/04 «Стяуа» повторила прошлогодний успех, став серебряным призёром чемпионат Румынии. В двух последующих сезонах Огэрару становился чемпионом Румынии.
За «Стяуа», Георге за восемь лет отыграл в кубке УЕФА 30 матчей. Его лучшие игры в кубке УЕФА произошли в сезоне 2004/05, когда его клуб вышел из группового турнира, и даже смог победить «Валенсию» (экс обладатель кубка в сезоне 2003/04), и в сезоне 2005/06, когда играл в полуфинале кубка, но его клуб проиграл «Мидлсбро», в драматическом матче в Англии, который закончился со счётом 4:2
7 июня 2006 года, в матче против «Васлуя», Огэрару сыграл свой последний матч за «Стяуа» в чемпионате Румынии, завершившийся поражением «Васлуя» со счётом 4:0.
В мае 2006 года Огэрару заключил контракт на пять лет с амстердамским «Аяксом». Сумма трансфера составила 3.3 млн долларов, таким образом осуществилась вторая по цене продажа румынского игрока, после продажи Георге Хаджи в «Реал Мадрид» за $ 4.3 млн.
Дебют Георге за «Аякс» состоялся 13 августа 2006 года в матче за суперкубка Нидерландов против ПСВ, в котором Огэрару отыграл лишь первый тайм. «Аякс» выиграл со счётом 3:1, в составе «Аякса» отличились Мауро Росалес, Кеннет Перес и Весли Снейдер, а за ПСВ мяч забил Филлип Коку. В чемпионате Нидерландов Огэрару дебютировал 20 августа 2006 года в матче против «Валвейка», завершившийся победой «Аякса» со счётом 5:0. Вторым трофеем выигранным Огэрару с «Аяксом», был кубок Нидерландов, в финале которого «Аякс» победил в серии пенальти АЗ.
15 ноября 2006 Георге посетил своих старых одноклубников по «Стяуа», и пожелал удачи в матче Лиги чемпионов против киевского «Динамо», который решал, сможет ли «Стяуа» занять третье место в группе, дающее право выступать в кубке УЕФА. В итоге «Стяуа» заняла третье место в группе, и прошла в 1/16 финала кубка УЕФА сезона 2006/07 где уступила испанской «Севильи» по сумме двух матчей со счётом 3:0.
В 2007 году в матче за суперкубок Нидерландов, в котором «Аякс» успешно защитил прошлогодний титул, Огэрару получил травму и был заменён на 25 минуте. За два года в «Аяксе» Георге провёл 48 матчей в чемпионате, в составе амстердамцев Огэрару выиграл кубок Нидерландов и стал двукратным обладателем суперкубка Нидерландов в 2006 и 2007 году. 30 августа 2008 года Георге вернулся в свой бывший клуб «Стяуа» на правах аренды.
В июле 2009 года Огэрару вернулся в «Аякс».

## Национальная сборная
Огэрару дебютировал за сборную Румынии 26 марта 2005, в матче против Нидерландов, его сборная проиграла 2-0, после чего главный тренер национальной сборной Виктор Пицуркэ отстранил его из команды и заявил, что Георге Огэрару не соответствует уровню сборной и что он средне выступает за «Аякс».
Он был вновь призван в ряды национальной сборной 9 октября 2007 Виктором Пицуркэ, спустя 2 года и 6 месяцев после матча против Нидерландов, самое главное ему вновь предстояло играть против той же сборной. Георге заявил что голландцы Урби Эмануэльсон и Хедвигес Мадуро которые играют за «Аякс» и были приглашены в национальную сборную Нидерландов, перед матчем с Румынией дразнили его и говорили, что он плохо сыграет против них. Румыния победила 1-0, и заняла второе место в отборочной группе к чемпионату Европы 2008, опередив Болгарию, но пропустив сборную Нидерландов.

## Личная жизнь
Женат, супруга Андреа. Есть четверо детей: сыновья Эрик и Михай, дочери Наталья и София.

## Достижения
«Стяуа»
- Обладатель Суперкубка Румынии: 1999
- Чемпион Румынии: 2004/05, 2005/06

 «Аякс»
- Обладатель Суперкубка Нидерландов: 2006, 2007
- Обладатель Кубка Нидерландов: 2006/07, 2009/10

 «Сьон»
- Обладатель Кубка Швейцарии: 2010/11